# Canadian Country Music Hall of Fame
Die Canadian Country Music Hall of Fame ist eine Organisation der Canadian Country Music Association (CCMA), die jedes Jahr wichtige Persönlichkeiten der kanadischen Country-Musik ehrt. Die Hall of Fame wurde 1984 gegründet und nahm als erste Mitglieder Wilf Carter, Tommy Hunter, Orval Prophet und William Harrold Moon auf. Bis 2021 hatte die Hall of Fame ihren Sitz bei der CCMA in Toronto, wo jährlich die Aufnahme-Zeremonien veranstaltet wurden. Im September 2021 erfolgte der Umzug nach Calgary ins National Music Centre.
Die einzige Person, die zweimal in die Hall of Fame aufgenommen wurde, ist Maurice Bolyer, der einmal als Artist (Künstler) und als Builder (Musikindustrieller) Eingang in die Ruhmeshalle fand.

## Liste der Aufgenommenen
- 1984: Wilf Carter, Tommy Hunter, Orval Prophet, William Harrold Moon
- 1985: Don Messer, Hank Snow
- 1986: Papa Joe Brown
- 1987: Lucille Starr
- 1988: Jack Feeney
- 1989: Charlie Chamberlain, Al Cherney, King Ganam, Dallas Harms, Earl Heywood, Marg Osburne, Ian Tyson, The Mercey Brothers, Maurice Bolyer, Don Grashey
- 1990: Gordie Tapp, Ron Sparling
- 1991: The Rhythm Pals, A. Hugh Joseph
- 1992: Carroll Baker, Gordon Burnett
- 1993: Ward Allen, Stu Phillips, Bob Nolan, Stu Davis, Ted Daigle, Frank Jones
- 1994: Dick Damron, Hank Smith
- 1995: Gene MacLellan, Stan Klees
- 1996: Myrna Lorrie, Larry Delaney
- 1997: Family Brown, Sam Sniderman
- 1998: Ray Griff, Bill Anderson
- 1999: Ronnie Prophet, Walt Grealis
- 2000: Coleen Peterson, Leonard Rambeau
- 2001: Gordon Lightfoot, Gary Buck
- 2002: Anne Murray, Art Snider, Bev Munro, D’Arcy Scott, Elmer Tippe
- 2003: Sylvia Tyson, J. Edward Preston, Fred King, Charlie Russell, Art Wallam
- 2004: The Good Brothers, Herold Kendall
- 2005: Gary Fjellgaard, R. Harlan Smith, Paul Kennedy
- 2006: Tery Carisse, Brian Ahern, Curley Gurlock
- 2007: John  Allan Cameron, Sheila Hamilton, Cliff Dumas
- 2008: Prairie Oyster, Brian Ferriman, Wes Montgomery
- 2009: Buffy Sainte-Marie, Barry Haugen, John Murphy
- 2010: Willie P. Bennett, Marie Bottrell, Donna & LeRoy Anderson, Eddie Eastman
- 2011: Michelle Wright, Bill Langstroth
- 2012: Johnny Burke, Ralph Murphy
- 2013: Rita MacNeil, Ed Harris
- 2014: Wendell Ferguson, Ron Sakamoto
- 2015: Dianne Leigh, Elizabeth Henning
- 2016: Murray McLauchlan, Paul Mascioli
- 2017: Paul Brandt, L. Harvey Gold
- 2018: Terri Clark, Jackie Rae Greening
- 2019: Charlie Major, Anya Wilson[2]
- 2021: Patricia Conroy, Randy Stark
- 2022: George Fox, Randall Presott
- 2023: Jason McCoy, Brian Edwards